# Ligusticopsis
- Commons
- Wikispecies

Ligusticopsis é um género botânico pertencente à família Apiaceae.
1. ↑  «Ligusticopsis — World Flora Online». www.worldfloraonline.org. Consultado em 19 de agosto de 2020